# Круглоозерська сільська рада
Круглоозе́рська сільська́ ра́да — адміністративно-територіальна одиниця та орган місцевого самоврядування в Голопристанському районі Херсонської області. Адміністративний центр — село Круглоозерка.

## Загальні відомості
- Територія ради: 2,289 км²
- Населення ради: 1 736 осіб (станом на 2001 рік)
- Водоймища на території, підпорядкованій даній раді: Чорне море

## Населені пункти
Сільській раді були підпорядковані населені пункти:
- с. Круглоозерка
- с. Більшовик

## Склад ради
Рада складалася з 16 депутатів та голови.
- Голова ради: Харитонов Сергій Леонідович
- Секретар ради: Нігай Тетяна Володимирівна

### Керівний склад попередніх скликань
| Прізвище, ім'я, по батькові | Основні відомості                                                                             | Дата обрання | Дата звільнення |
| --------------------------- | --------------------------------------------------------------------------------------------- | ------------ | --------------- |
| Кравчик Сергій Павлович     | Сільський голова, 1970 року народження, член Соціал-демократичної партії України (об'єднаної) | 26.03.2006   | 31.10.2010      |
| Крачик Сергій Павлович      | Сільський голова, 1970 року народження, освіта вища, член Партії регіонів                     | 31.10.2010   | 25.10.2015      |
| Харитонов Сергій Леонідович | Сільський голова, 1965 року народження, освіта вища, безпартійний                             | 25.10.2015   |                 |

Примітка: таблиця складена за даними сайту Верховної Ради України

### Депутати
За результатами місцевих виборів 2010 року депутатами ради стали:

#### За суб'єктами висування
| Суб'єкт висування           | Кількість обраних депутатів | %    |
| --------------------------- | --------------------------- | ---- |
| Самовисування               | 7                           | 43,8 |
| Партія регіонів             | 6                           | 37,5 |
| Комуністична партія України | 3                           | 18,8 |

#### За округами
| № округу                    | Прізвище, ім'я, по батькові     | Дата визнання обраним | Освіта             | Партійна приналежність | Відомості про обраного депутата                                   |
| --------------------------- | ------------------------------- | --------------------- | ------------------ | ---------------------- | ----------------------------------------------------------------- |
| Комуністична партія України |                                 |                       |                    |                        |                                                                   |
| 4                           | Гупалюк Руслан Віталійович      | 01.11.2010            | вища               | позапартійний          | Свято Миколаївська парафія, настоятель                            |
| 6                           | Гудкова Олена Миколаївна        | 01.11.2010            | середня спеціальна | позапартійна           | База відпочинку «Аіст-2», адміністратор                           |
| 9                           | Чепок Сергій Єгорович           | 01.11.2010            | середня            | позапартійний          | підприємець                                                       |
| Партія регіонів             |                                 |                       |                    |                        |                                                                   |
| 1                           | Бєгун Оксана Володимирівна      | 01.11.2010            | середня спеціальна | член Партії регіонів   | Дитячий садок «Золота рибка», вихователь                          |
| 10                          | Міхєєва Наталя Іванівна         | 01.11.2010            | середня спеціальна | член Партії регіонів   | Більшовик СБК, технічний працівник                                |
| 11                          | Дерябіна Наталя Олександрівна   | 01.11.2010            | середня спеціальна | член Партії регіонів   | Круглоозерська сільська рада, інспектор по роботі з громадськістю |
| 13                          | Тищенко Юлія Іванівна           | 01.11.2010            | середня спеціальна | член Партії регіонів   | тимчасово не працює                                               |
| 15                          | Корнійчук Володимир Ярославович | 01.11.2010            | середня            | член Партії регіонів   | Б/в «Київзеленбуд», директор                                      |
| 16                          | Слюсар Олексій Вікторович       | 01.11.2010            | середня            | член Партії регіонів   | б/в «Клен», охоронець                                             |
| Самовисування               |                                 |                       |                    |                        |                                                                   |
| 2                           | Міхєєва Світлана Анатоліївна    | 01.11.2010            | середня спеціальна | позапартійна           | Круглоозерська амбулаторія, фельдшер                              |
| 3                           | Бардачов Юрій Євгенович         | 01.11.2010            | середня            | позапартійний          | тимчасово не працює                                               |
| 5                           | Свиридова Ольга Олександрівна   | 01.11.2010            | вища               | позапартійна           | Круглоозерська загальноосвітня школа, вчитель                     |
| 7                           | Коломієць Андрій Васильович     | 01.11.2010            | середня спеціальна | позапартійний          | ДП «Південь» ТОВ «Українські рисові системи», директор            |
| 8                           | Курята Олена Миколаївна         | 01.11.2010            | вища               | позапартійна           | тимчасово не працює                                               |
| 12                          | Чорноморенко Анатолій Іванович  | 01.11.2010            | вища               | позапартійний          | Компанія «ТІГ», директор                                          |
| 14                          | Ликтей Руслан Тарасович         | 01.11.2010            | вища               | позапартійний          | підприємець                                                       |

## Населення
Згідно з переписом УРСР 1989 року чисельність наявного населення сільської ради становила 1645 осіб, з яких 802 чоловіки та 843 жінки.
За переписом населення України 2001 року в сільській раді мешкали 1734 особи.

### Мова
Розподіл населення за рідною мовою за даними перепису 2001 року:
| Мова       | Відсоток |
| ---------- | -------- |
| українська | 91,53 %  |
| російська  | 8,35 %   |
| вірменська | 0,06 %   |